# Total Nonstop Action Wrestling
Total Nonstop Action Wrestling (TNA) ist ein US-amerikanischer Wrestling-Veranstalter (Promotion) mit Sitz in Nashville, Tennessee. Es ist eine Tochtergesellschaft des kanadischen Unternehmens Anthem Sports & Entertainment.
Gegründet von Jeff und Jerry Jarrett im Jahr 2002 als NWA: Total Nonstop Action (NWA-TNA), war sie mit der National Wrestling Alliance (NWA) assoziiert, obwohl sie kein offizielles Mitglied war. Im Jahr 2004 wurde das Unternehmen in Total Nonstop Action Wrestling (TNA) umbenannt, nutzte aber weiterhin die NWA World Heavyweight und die NWA World Tag Team Championship als Teil ihrer Vereinbarung mit der NWA. Nach dem Ende der Vereinbarung im Jahr 2007 schuf sie ihre eigenen World Heavyweight und World Tag Team Championships. Das Unternehmen wurde Anfang 2017 von Anthem aufgekauft und im März desselben Jahres vollständig in Impact Wrestling umbenannt. Ab den 13. Januar 2024 hat sie sich wieder in TNA umbenannt. Nachdem der Wrestlingveranstalter in den ersten beiden Jahren nach seiner Gründung einen gewöhnlichen vierseitigen Ring verwendet hatte, kam mit der Erstausstrahlung der Sendung Impact! ein sechseckiger Ring zum Einsatz, der zum Markenzeichen wurde. 2010 wurde das Hexagon durch einen traditionellen Ring ersetzt, bis im Juni 2014 ein Fan-Voting den sechsseitigen Ring erneut zum Standard machte. Seit Januar 2018 findet wieder ein gewöhnlicher viereckiger Ring Verwendung.
Seit ihrer Gründung galt sie als zweitgrößter Veranstalter von Wrestlingwettkämpfen in den Vereinigten Staaten hinter der World Wrestling Entertainment (WWE). Der Verlust ihres US-Fernsehvertrags mit Spike im Jahr 2014 sowie monetäre und personelle Probleme werden als Faktoren für den Niedergang genannt. Durch den Kauf von AXS TV durch die Muttergesellschaft, die daraufhin mit der Ausstrahlung von TNA-Programmen begann und durch die anhaltende internationale Fernsehprogrammdistribution konnte sie sich erholen und wird seither als drittgrößter Wrestling-Veranstalter in den Vereinigten Staaten angesehen. Am 16. Januar 2025 haben die WWE und TNA Wrestling eine mehrjährige Partnerschaft bekannt gegeben, die darauf abzielt, Crossover-Möglichkeiten innerhalb der WWE- und TNA-Programme zu schaffen.

## Geschichte

### Vorgeschichte
Nach der Schließung der WCW und ECW im Mai 2001 verlor die als Southern- und Cruiserweight-Wrestling bekannte Kampfart ihre wichtigsten Plattformen. Diese Marktlücke wollte TNA nutzen und somit Fans gewinnen, denen das Produkt der nun marktbeherrschenden WWE (ehemals WWF) nicht zusagte.

### NWA: Total Nonstop Action (2002–2004)

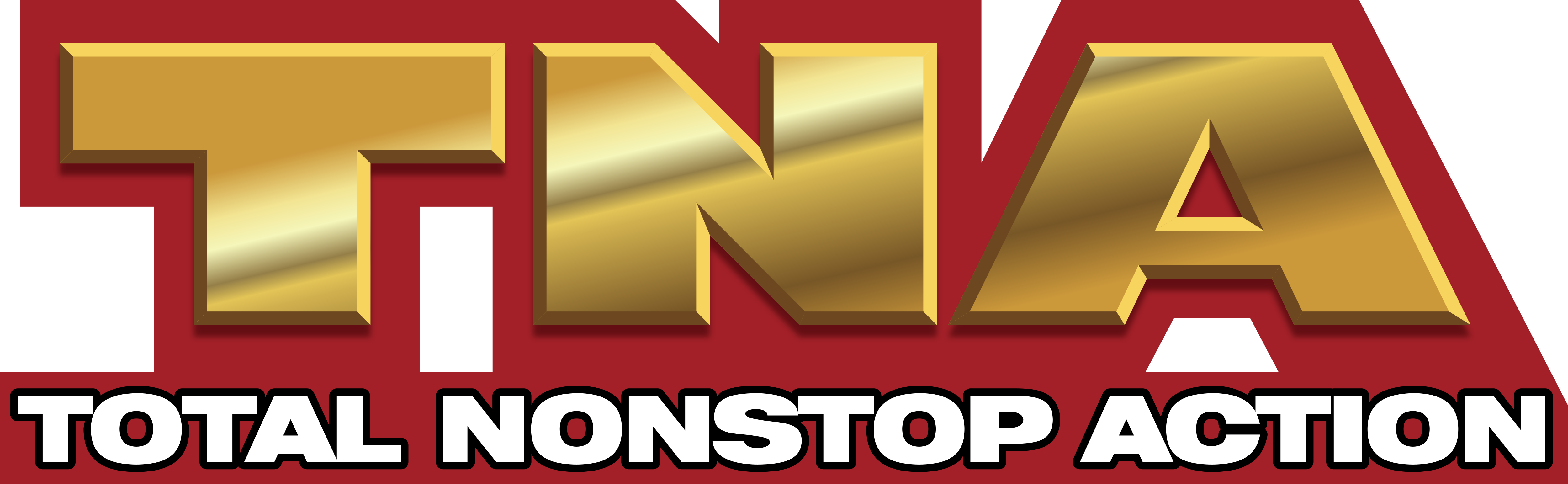
Das NWA: Total Nonstop Action Logo (2002–2004)

Am 10. Mai 2002 wurde daher von J Sports and Entertainment (eine Firma mit Jeff Jarrett als Geschäftsführer und dessen Vater Jerry Jarrett als Präsident) TNA Wrestling gegründet. Total Nonstop Action hielt seinen ersten wöchentlichen PPV (Pay-Per-Views) am 19. Juni 2002 in Huntsville (Alabama) ab.
Während andere Ligen, wie World Wrestling All-Stars, welche die Lücke nach Schließung der WCW und ECW nutzen wollten, wieder von der Bildfläche verschwanden, hat TNA sich behaupten können. Die Gründung von TNA war für Jeff Jarrett eine neue Chance, nachdem er nach dem Scheitern der WCW bei Vince McMahon keine Arbeit finden konnte.
Nach der Gründung verlor TNA viel Geld, was dazu führte, dass die HealthSouth Corporation als Hauptinvestor die finanzielle Unterstützung zurückzog (HealthSouth hatte selbst Probleme, es gab Ermittlungen wegen Abrechnungsunregelmäßigkeiten). Im Oktober 2002 verkaufte Jerry Jarrett daher seine Mehrheitsbeteiligung an das Privatunternehmen Panda Energy International. Am 31. Oktober 2002 gründeten Panda Energy und J Sports and Entertainment die privatrechtliche TNA Entertainment LLC, an der Panda Energy 71 % der Anteile besaß (J Sports and Entertainment wurde später aufgelöst). Jeff Jarrett wurde Vizepräsident, während Dixie Carter, die Tochter des Vorsitzenden und Geschäftsführers von Panda Energy, Robert W. Carter, der ein ehemaliger Publizist für TNA war, zur Präsidentin ernannt wurde.

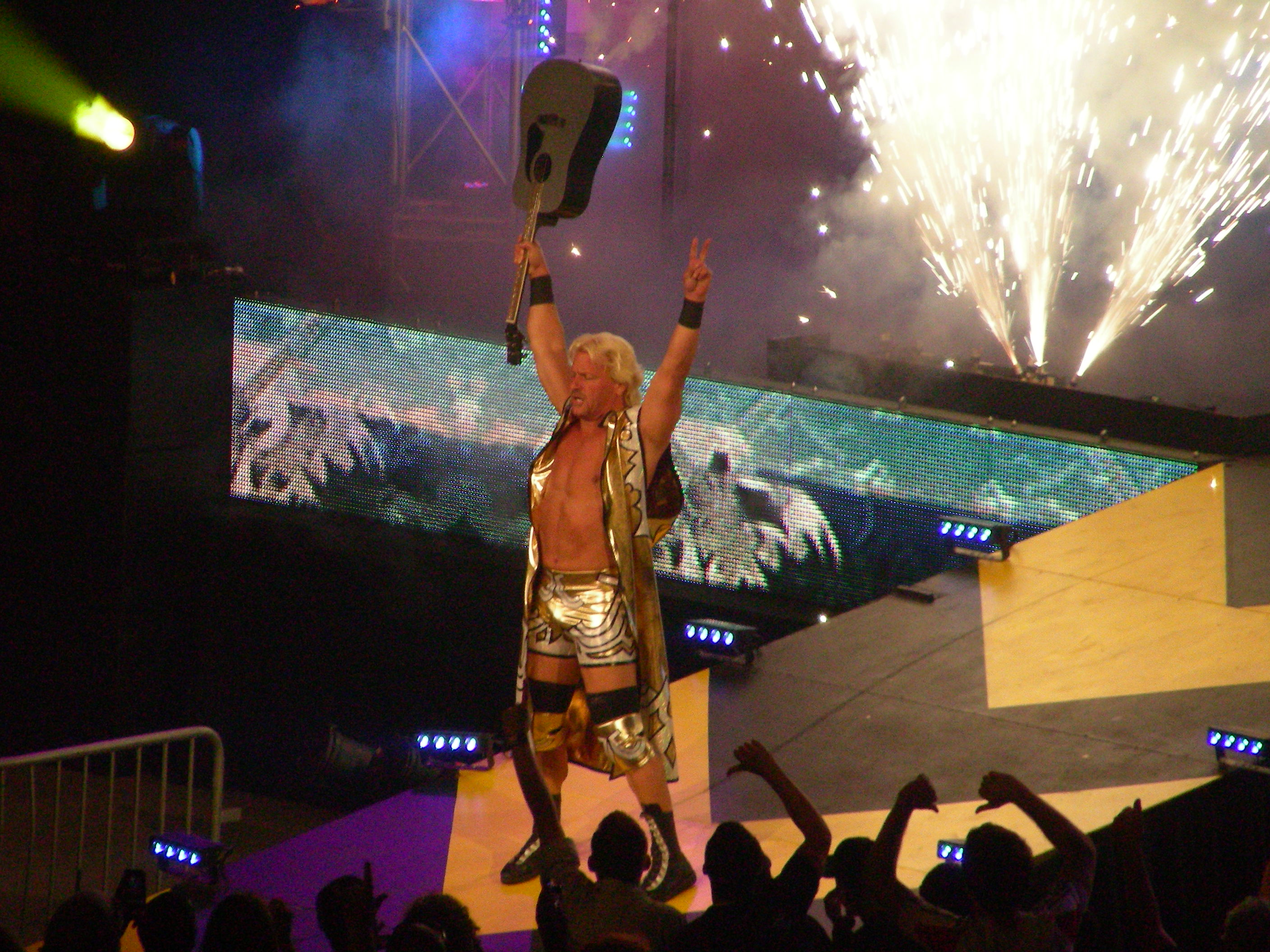
Jeff Jarrett ist der Gründer von TNA

TNA verlor in der Folgezeit jedoch weiterhin Geld (schätzungsweise Ausgaben von 1.000.000 US-Dollar pro Monat ohne Berücksichtigung der Einnahmen), aber Panda Energy bekannte sich trotz Kaufangeboten durch andere Unternehmen wiederholt zu ihrem Engagement bei TNA.
Das ursprüngliche Geschäftsmodell von TNA war in einigen Punkten anders als das der WWE. Durch den Verzicht auf Tourneen und freie wöchentliche Sendungen sollten die Kosten niedrig gehalten werden. Das System der Programmgestaltung bestand ursprünglich aus wöchentlichen Pay-Per-Views (PPV) im Kabelnetz. Diese wurden für 9,95 US-Dollar angeboten, also wesentlich günstiger als die monatlichen Großveranstaltungen der WWE. Die Shows wurden ab März 2004 schließlich mit einer Verzögerung von sechs Monaten auf dem Wrestling Channel frei übertragen, was der erste Schritt der Organisation in den internationalen Markt war.
Erste Berechnungen zeigten, dass ca. 50.000 PPV-Käufe pro Woche benötigt wurden, um kostendeckend zu arbeiten. Die tatsächlichen Zahlen lagen laut Dave Meltzer vom Wrestling Observer Newsletter jedoch nur zwischen 5.000 und 15.000 Käufen pro Woche. Nach 111 Wochen musste TNA am 9. September 2004 daher die wöchentlichen PPVs einstellen.

### Total Nonstop Action Wrestling (2004–2017)

Das Total-Nonstop-Action-Wrestling-Logo (2004–2010)

Am 4. Juni 2004 begann man mit der Ausstrahlung der TV-Show TNA Impact auf dem Fox Sports Net. Bei dieser Show verwendete TNA zum ersten Mal den sechseckigen Ring. Die Sendung erreichte jedoch nur sehr geringe Einschaltquoten und wurde im Mai 2005 wieder abgesetzt. TNA hatte für den Sendeplatz wöchentlich etwa 30.000 US-Dollar bezahlen müssen. Daraufhin war TNA Impact für einige Zeit online im Stream zu sehen.
Am 1. Oktober begann der Sender Spike TV mit der Ausstrahlung von TNA Impact. Dort war bis zum September desselben Jahres mit WWE Raw noch die Hauptsendung des Marktführers im Wrestling zu sehen gewesen und mit TNA Impact ein Nachfolgeformat für die erfolgreiche Show gefunden worden.

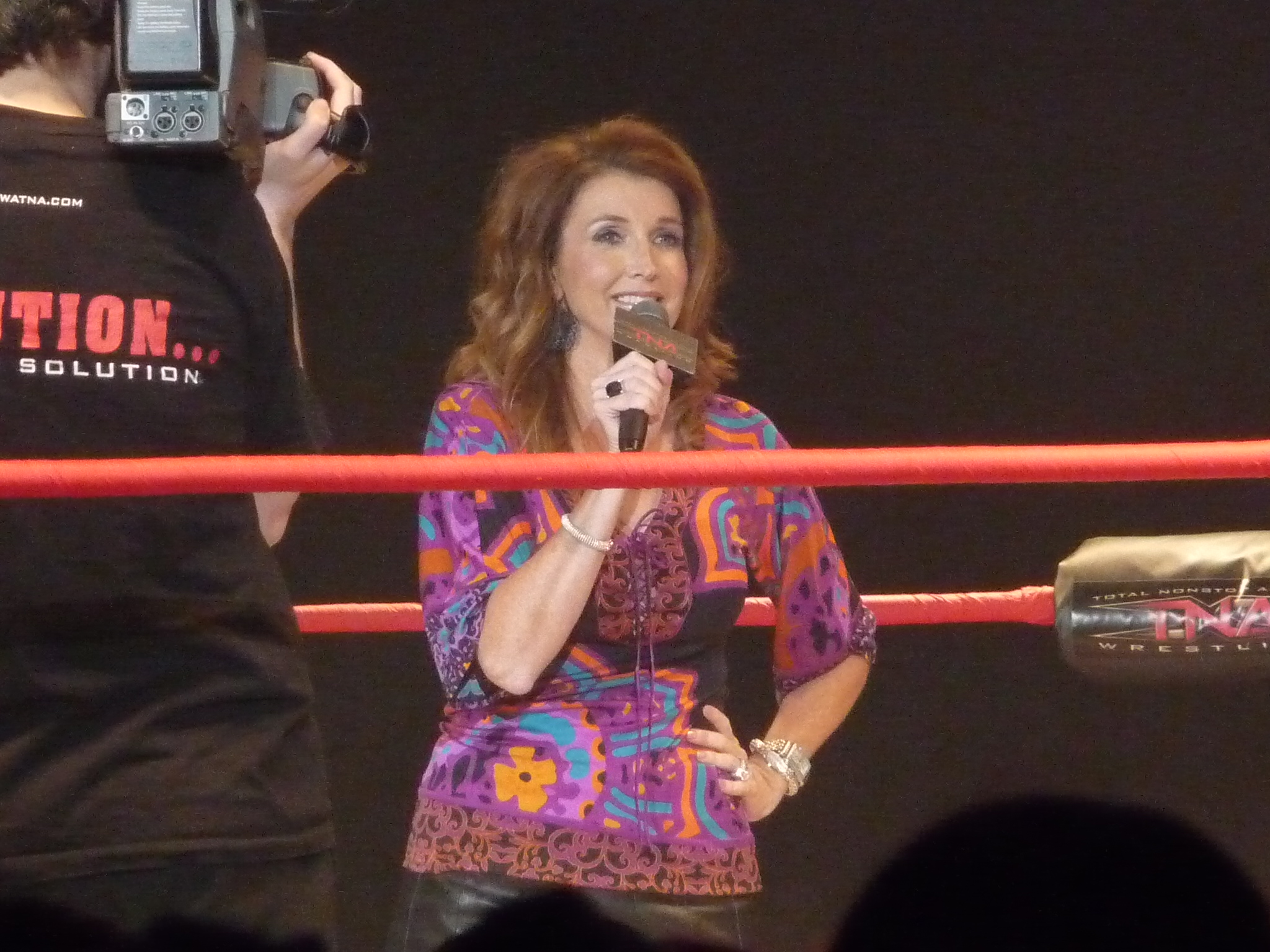
Dixie Carter, ehemalige Präsidentin von TNA (2002–2016)

Am 7. November 2004 veranstaltete TNA mit Victory Road 2004 den ersten dreistündigen PPV der Organisation, der etwas über 10.000 Käufe aufweisen konnte.
Bis März 2006 war der Sportgetränkehersteller Morphoplex Hauptsponsor von TNA und zahlte monatlich 200.000 US-Dollar an TNA.
Am 7. November 2005 wurde ein Vertrag mit Midway Games zur Entwicklung eines eigenen Videospiels unterzeichnet; die Veröffentlichung solcher Spiele war bereits für andere Wrestling-Organisationen eine wichtige Einnahmequelle gewesen. TNA Impact! erschien im September 2008 für PS3, PS2, Xbox 360 und Wii.
TNA hielt am 17. März 2006 die erste Houseshow in der Compuware Sports Arena in Plymouth, Michigan ab. Es wurde zunächst eine Vereinbarung mit der United Wrestling Federation unterzeichnet, wodurch man eine Reihe von TNA-Houseshows in den Bundesstaaten am Atlantik und im Südosten veranstalten konnte, die Mehrzahl sollte in Virginia stattfinden. Diese Vereinbarung wurde inzwischen jedoch aufgehoben, sodass TNA fortan eigene Houseshows produziert.
Im April 2006 verkündete TNA eine Partnerschaft mit YouTube, womit YouTube exklusives Videomaterial, wie zum Beispiel Zusammenfassungen von Impact veröffentlichen darf. Auf YouTube kann man sich unter anderem mehrmals in der Woche „TNA Today“, eine interaktive Show ansehen. In der Sendung gibt es meistens Interviews mit TNA-Wrestlern zu sehen.
Im Oktober 2007, zwei Jahre nach dem Debüt auf Spike TV, wurde die Sendezeit von TNA Impact auf zwei Stunden verlängert.
Am 23. Oktober 2008 führte TNA für Impact und die monatlichen PPVs das HD-Format ein. Anlässlich dieses Ereignisses wurde Impact live aus dem Hard Rock Casino in Las Vegas übertragen. Die folgenden Sendungen wurden in einer umgebauten Impact-Zone aufgezeichnet.

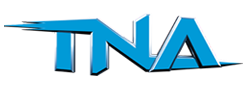
Das Total-Nonstop-Action-Wrestling-Logo (2010–2017)

Im Oktober 2009 erlangte TNA breitere mediale Aufmerksamkeit durch die Verpflichtung von Wrestling-Legende Hulk Hogan und den ehemaligen WCW-Präsidenten Eric Bischoff. Mit diesem Schritt erhoffte man sich eine bessere Positionierung gegenüber der WWE, die man als Marktführer ablösen wollte. Das TV-Debüt von Hogan und Bischoff wurde am 4. Januar 2010 ausgestrahlt – bewusst an einem Montag und damit parallel zum Konkurrenzprogramm WWE Raw. Diese Episode markierte mit 2,2 Millionen Zuschauern einen Rekord für TNA. Durch diesen Erfolg bestärkt sollte TNA ab März dauerhaft montags in direkter Konkurrenz zur WWE-Sendung ausgestrahlt werden. Anfang Mai wechselte man jedoch zurück auf den alten Sendeplatz am Donnerstag, nachdem der einmalige Erfolg nicht wiederholt werden konnte und die Einschaltquoten sogar deutlich niedriger ausfielen als zuvor.

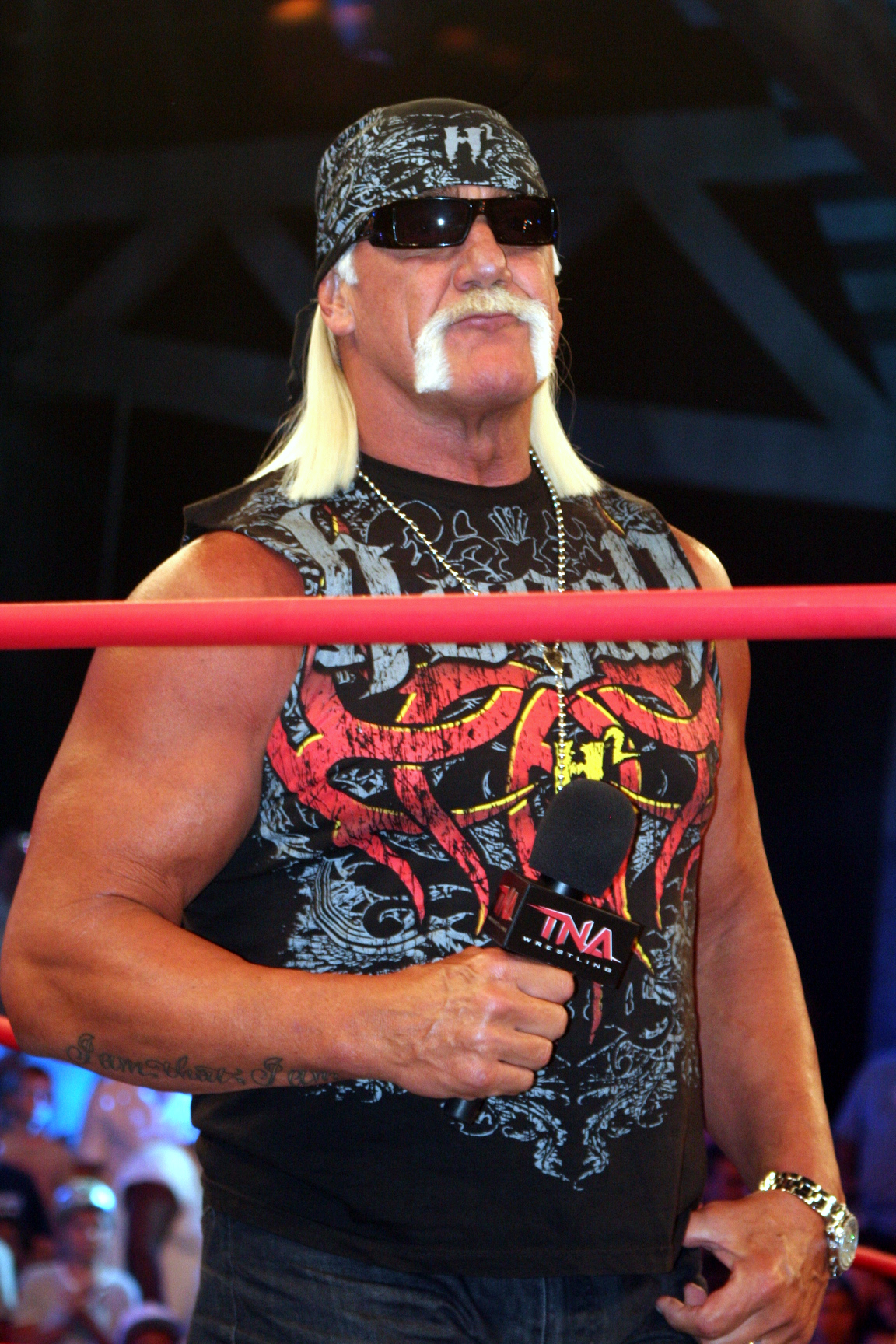
Hulk Hogan diente als Berater für TNA (2010–2013)

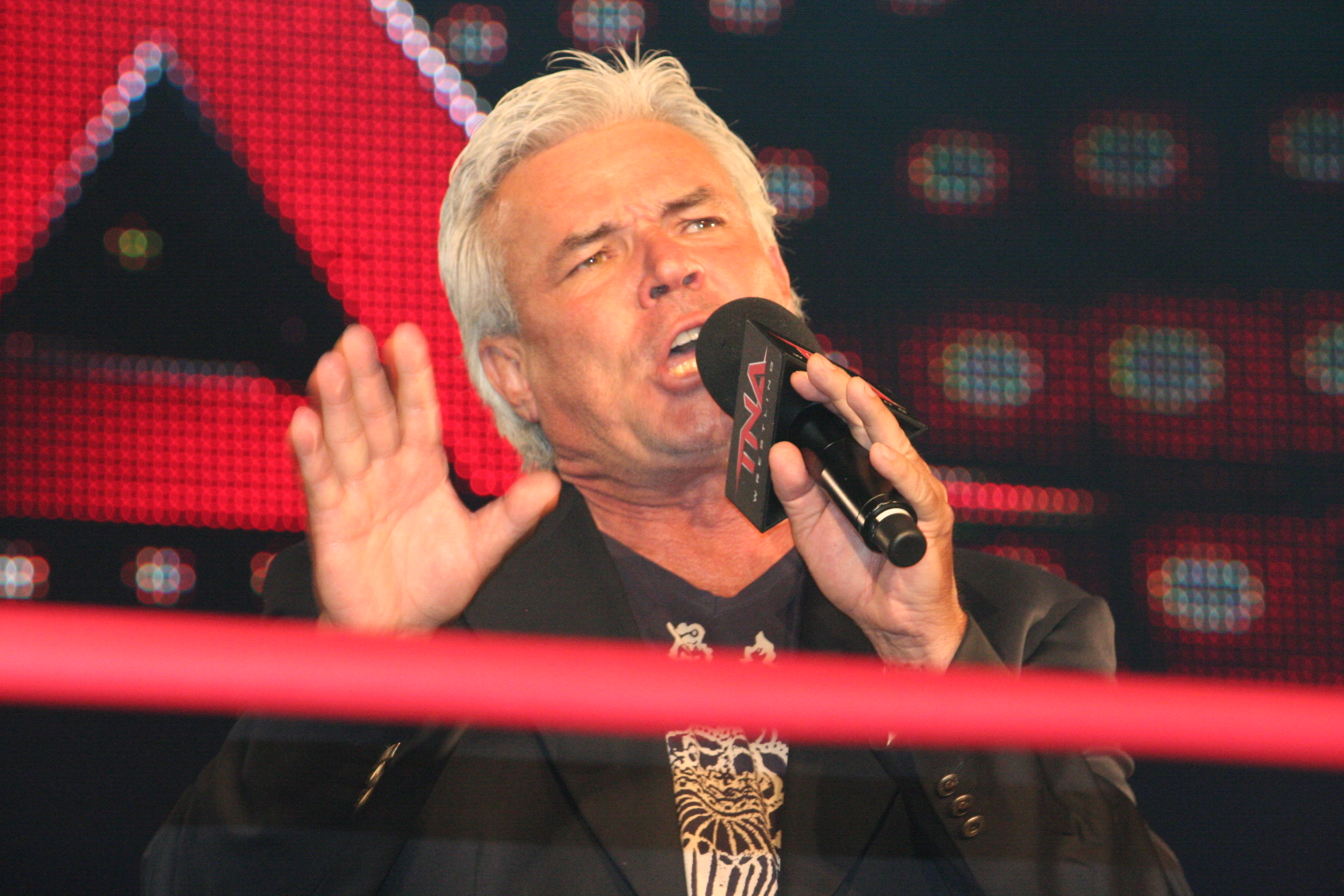
Eric Bischoff war im Kreativ-Team von TNA (2010–2014)

Auf wenig Gegenliebe bei den Fans stieß die von Hogan bei seinem Debüt verkündete Abschaffung des zum Markenzeichen gewordenen sechseckigen Rings zu Gunsten des klassischen vierseitigen Wrestling-Rings. Kritisch betrachtet wurde auch die Verpflichtung weiterer Altstars: Ric Flair, Scott Hall, Sean Waltman und die Nasty Boys hatten ihren Zenit zum Teil schon lange überschritten und konnten aufgrund ihrer hohen Gagen bei beschränkter Leistungsfähigkeit nicht mehr überzeugen.
Am 12. Mai 2011 wurde die wöchentliche Hauptshow TNA iMPACT! offiziell in Impact Wrestling umbenannt.
Ab November 2011 arbeitete TNA mit Ohio Valley Wrestling zusammen. Dabei fungierte OVW als Entwicklungsterritorium, so dass Wrestler von OVW für TNA aufgebaut werden und Wrestler von TNA zu Trainingszwecken die Promotion von Daniel Briley nutzen konnten. Das Unternehmen ist vor allem auf Grund der Zusammenarbeit mit der WWE bekannt, unter deren Regie Stars wie John Cena oder Randy Orton hervorgingen. Die Kooperation endete im November 2013.
2011 wurde zudem mit Ring Ka King eine Promotion in Indien gegründet. Die ersten Shows wurden in Zusammenarbeit mit Endemol im Dezember 2011 aufgezeichnet und ab Januar 2012 gesendet. Dies dient zur Ausweitung des Programms auf dem asiatischen Markt. Hauptverantwortlicher dieses Projektes war Jeff Jarrett. Eine zweite Staffel fand nicht statt.
Im Oktober 2013 endete Hulk Hogans Vertrag bei TNA. Auch viele andere alteingesessene Gesichter verließen in der Folgezeit die Promotion, darunter die größten TNA-Originale ohne WWE-Vergangenheit wie AJ Styles, Samoa Joe, Christopher Daniels, James Storm, Kazarian, Hernandez sowie Firmenmitbegründer Jeff Jarrett. Mit Sting, Bully Ray und Ric Flair verlor man außerdem die Veteranen, die in den vergangenen Jahren verpflichtet werden konnten. Diese und viele weitere Abgänge sowie Gerüchte über starke finanzielle Einschnitte befeuerten die Gerüchteküche, der zufolge die Promotion in den Jahren seit Hulk Hogans Verpflichtung, in denen viel Geld in bekannte Stars, Live-Ausstrahlungen und Tourneen geflossen war, ohne erfolgreich neue Zuschauer zu gewinnen, große Verluste eingefahren habe.
Am 25. Juni 2014 führte TNA den sechsseitigen Ring wieder dauerhaft ein. Zuvor hatte man die Fans darüber abstimmen lassen. Diese Entscheidung und die Tatsache, dass man die Fans darüber abstimmen ließ, führte zu Unmut bei den Athleten. Verschiedene Wrestler sowohl von TNA als auch aus anderen Ligen sprachen sich öffentlich in Interviews und über soziale Medien gegen den sechsseitigen Ring aus. Dieser sei fester und federe nicht gut, schlechter zu navigieren und führe eher zu Verletzungen.
Im Dezember 2014 endete nach neun Jahren und zuletzt stetig sinkenden Einschaltquoten die Ausstrahlung von Impact Wrestling auf dem TV-Sender Spike. Erst einen Monat vor der letzten Sendung konnte TNA bestätigen, mit Destination America einen neuen Sender gefunden zu haben, der ab Januar das Programm weiter führen würde.
Unter neuer Aufmachung lief Impact Wrestling von Januar bis Dezember 2015 auf Destination America. Die geringere Reichweite des Senders und das andere Programmschema hatten ein weiteres erhebliches Absinken der Einschaltquoten zur Folge. Nach mehrfachen Sendeplatzwechseln wurde bekannt, dass Destination America die Zusammenarbeit mit TNA beenden werde.
Am 27. April 2015 stieg Billy Corgan, der Frontman der Smashing Pumpkins, bei TNA ein. Er bekam den Posten des Creative and talent development. Später wurde Corgan Präsident von TNA.
Ab Januar 2016 war Impact Wrestling auf Pop, einem Sender im Besitz von CBS und Lionsgate, zu sehen. Auf dem neuen Sender konnte sich die Show dank der passenderen Zielgruppe bereits in den ersten Wochen höhere Zuschauerzahlen erzielen als auf Destination America, blieb aber deutlich hinter den Werten aus der Zeit bei Spike zurück.
Am 13. Oktober 2016 verklagte Corgan TNA wegen unbezahlter Schulden. TNA wurde verpflichtet, ihm sein Geld zurückzuzahlen. Anthem Sports and Entertainment kaufte Anfang 2017 85 % der Mehrheitsbeteiligung von TNA, während Dixie Carter 5 % der Anteile behielt. Sie trat nach vierzehn Jahren als Vorsitzende zurück und dem Beirat der Fight Media Group bei. Anthems Executive Vice President, Ed Nordholm, wurde Präsident der neuen Muttergesellschaft von TNA.

### Impact Wrestling (2017–2024)

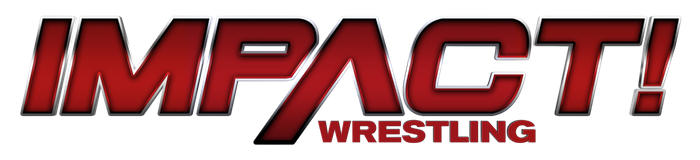
Das Impact-Wrestling-Logo (2017–2024)

Am 5. Januar 2017 wurde Jeff Jarrett von den neuen TNA-Besitzern als Berater zurückgeholt. Am 2. März gab Anthem bekannt, dass man den Namen Total Nonstop Action Wrestling entfernen und durch Impact Wrestling ersetzen wolle. Aufgrund der neuen Führung sowie der daraus resultierenden Veränderungen verließen wichtige Teile des aktiven Rosters, wie Drew Galloway, Crazzy Steve, Mike Bennet, Maria Kanellis, und sogar auch die Broken Hardys, die zu diesem Zeitpunkt World Tag Team Champions waren, das Unternehmen.
Am 20. April 2017 wurde bekanntgegeben, dass Impact Wrestling und Jeff Jarretts neue Wrestlingliga Global Force Wrestling fusioniert hätten. Durch diese Fusion wechselten alle Wrestler und Titel von GFW zu Impact Wrestling. Am 5. September 2017 verließ Jeff Jarrett Global Force Wrestling auf Grund von persönlichen Problemen und einem Drogenentzug. Anthem entließ ihn daraufhin aus dem Vertrag, behielt aber zunächst den Namen. Am 14. August 2018 klagte Jeff Jarrett gegen Anthem Sports & Entertainment, da er seine Namensrechte an Global Force Wrestling verletzt sah, da er noch alle Rechte an der von ihm geschaffenen Marke besaß. Daher wurde GFW wieder zu Impact Wrestling.
Impact Wrestling kehrt wieder zu einem viereckigen Ring zurück. Der sechseckige Ring, einst Markenzeichen von TNA und zuletzt in Benutzung, ist wieder Geschichte. Seit Januar 2018 ist es wieder ein gewöhnlicher „Squared Circle“ viereckiger Ring.
Am 21. Dezember 2018 wechselte Impact zum Pursuit Channel, einem vergleichsweise kleinen Netzwerk, das nur von wenigen Kabelanbietern angeboten wird, an dem jedoch Anthem Sports Anteile hat. Das Angebot wurde daher nach dem PPV Homecoming um einen Twitch-Kanal ergänzt, der die Shows zeitgleich ausstrahlt.

### Total Nonstop Action Wrestling (seit 2024)
Am 21. Oktober 2023, während Bound for Glory, gab Impact Wrestling bekannt, dass sich die Promotion im Januar 2024, während Hard To Kill, wieder in Total Nonstop Action Wrestling (TNA) umbenennen wird.

## Show-Formate

### Wöchentliche Fernsehsendungen
Impact Wrestling ist eine wöchentliche TV-Show. In den Vereinigten Staaten wird sie jeden Dienstagabend auf AXS TV ausgestrahlt. In Deutschland war die Show in der Vergangenheit auf den Sendern Eurosport, Sport 1 und auf DMAX zu sehen. Mit dem Ende der Zusammenarbeit zwischen TNA und Destination America beendete auch dessen Tochter DMAX am 15. Oktober 2015 die Ausstrahlung. 2017 konnte Impact Wrestling einen Deal mit der ProSiebenSat.1 Sports GmbH aushandeln. Ab dem 8. September 2017 wurde Impact Wrestling jeden Freitag ab 20.00 Uhr im 24/7-Channel sowie bereits am Vormittag ab 10.00 Uhr als Video-on-Demand auf ranFIGHTING.de in Deutschland, Österreich und der Schweiz ausgestrahlt. Nach Einstellung von RanFighting war Impact Wrestling nicht mehr im deutschsprachigen Fernsehen zu sehen.
Von 2023 bis Februar 2024 war die Show im Programm von DAZN.

### Pay Per View Events

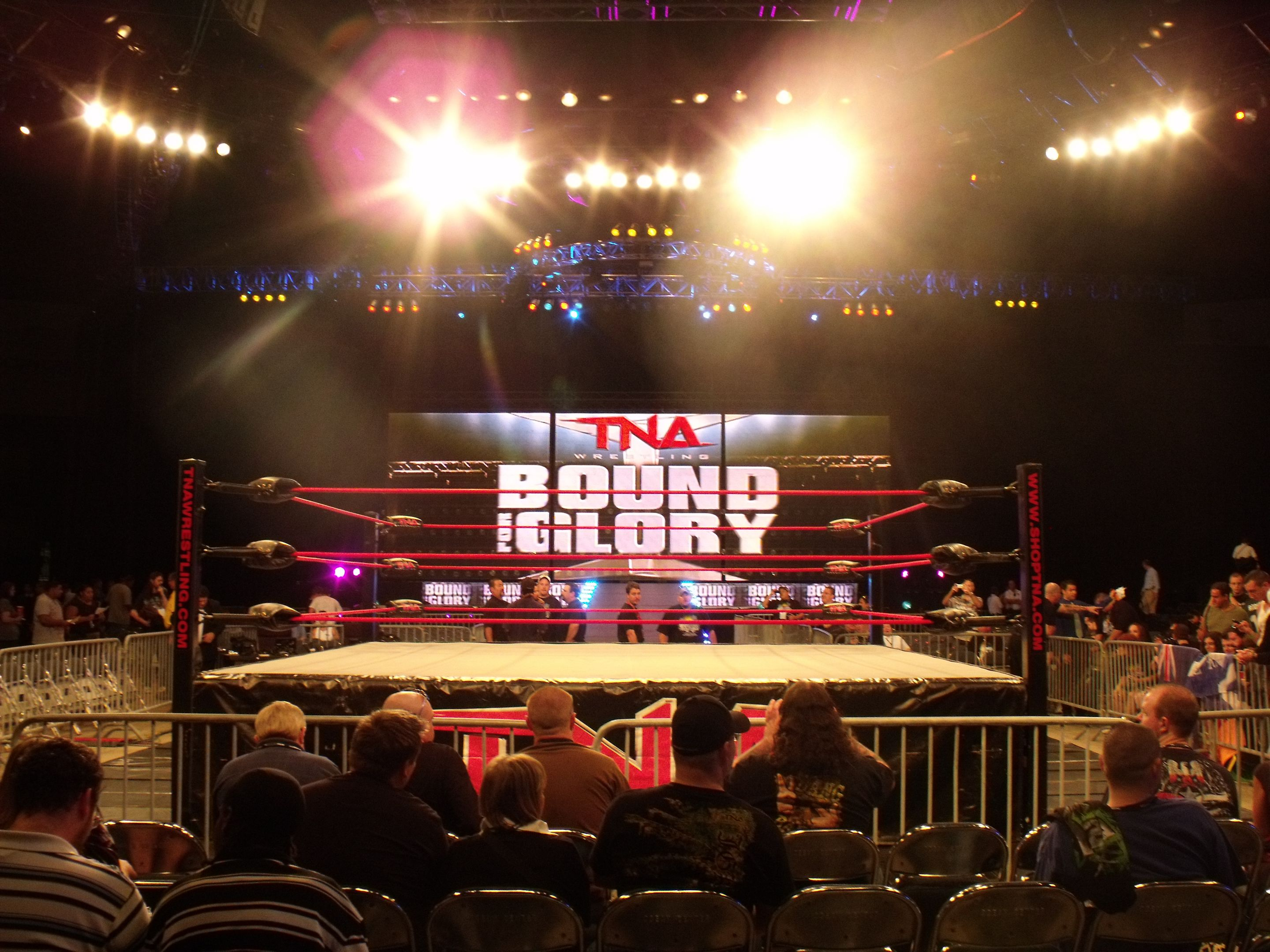
Das Bound For Glory Event (2010)

Ursprünglich veranstaltete Impact Wrestling wöchentliche PPVs und verzichtete dabei auf frei empfangbare TV-Shows. Nach der Umstellung auf ein monatliches Modell fand der erste PPV im Jahr 2004 unter dem Namen Victory Road statt.
Der wichtigste PPV bei Impact Wrestling ist Bound For Glory. Dieser spielt für die Liga eine ähnliche Rolle wie WrestleMania für die WWE und wurde im Oktober 2006 als erster TNA-PPV außerhalb von Nashville oder Orlando veranstaltet, da er in der Motor City Detroit, Michigan stattfand.
Impact Wrestling veranstaltete bis 2012 jeden Monat ein Pay-per-View. Danach sind nur noch die bisherigen drei Hauptgroßverantstaltungen Lockdown, Slammiversary und Bound for Glory als Pay-per-Views existent, da das bisherige Modell mit zwölf PPVs für Impact Wrestling in Zukunft nicht mehr funktioniere. Um bisherige TV-Verträge weiterhin erfüllen zu können, wird es zusätzlich dreistündige Veranstaltungen mit den Namen „One Night Only“ unter verschiedenen Mottos geben.

## Roster
Das aktive Roster von Total Nonstop Action Wrestling (TNA) setzt sich zusammen aus Wrestlern. Dazu gehören neben den Athleten auch
Manager, Kommentatoren, Ringsprecher, Moderatoren, Schiedsrichter und viele andere. Die Wrestler werden verschiedenen Divisionen zugeordnet. Dazu gehören bei den männlichen Wrestlern neben den normalen Athleten auch die X-Divisionen, die sogenannten Highflyer und Luchadores. Die Frauen werden als „Knockouts“ bezeichnet. Aktive Wrestler treten bei den Fernsehsendungen Impact! und Xplosion sowie bei den Pay-per-Views und Liveevents an. Neben den bei TNA direkt angestellten Wrestlern treten auch weitere Wrestler an, die zu anderen Ligen gehören.

### X Division

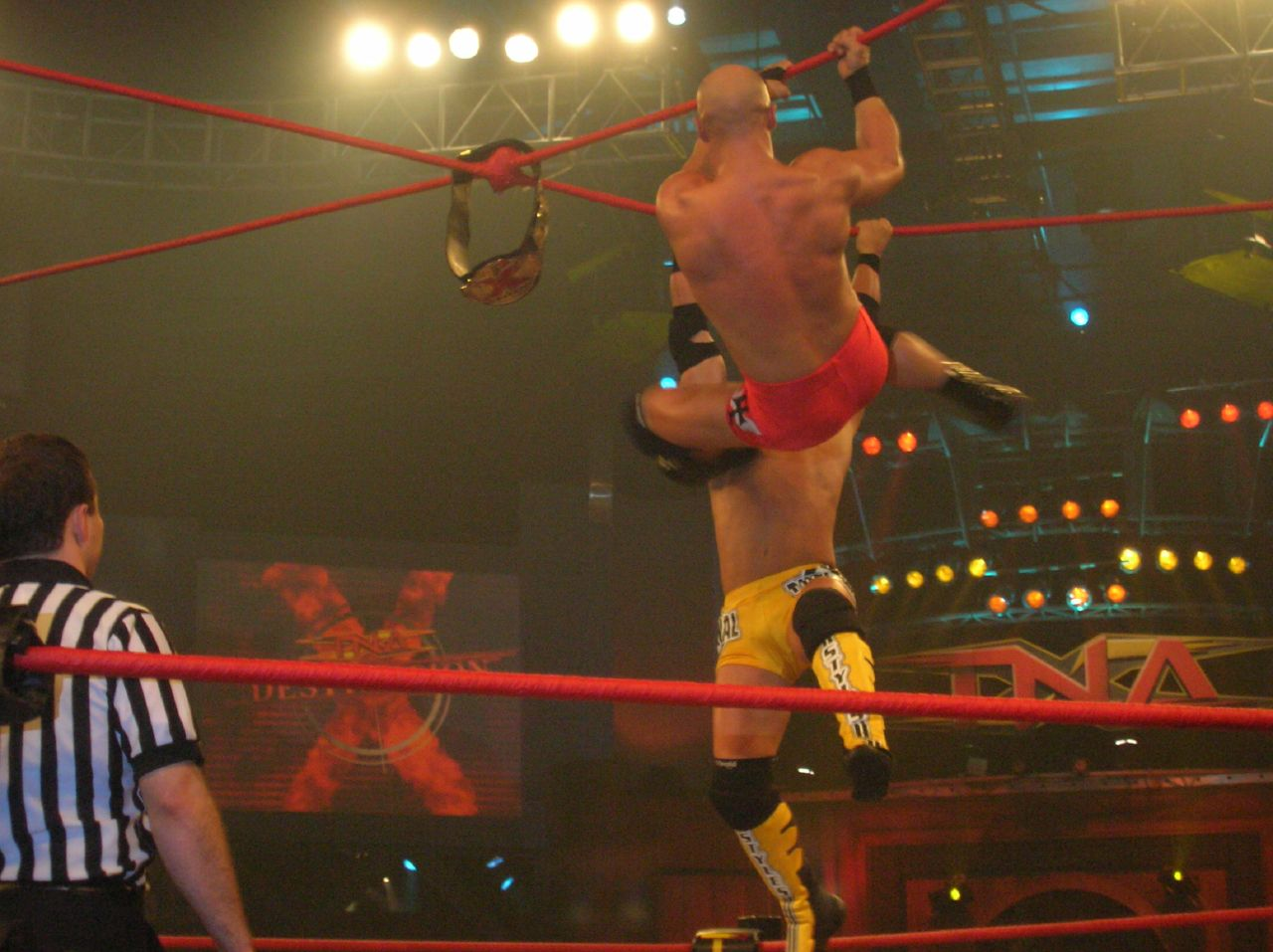
High-Flying und High-Risk-Moves sind ein Kernstück der X-Division

Die X Division ist bekannt für ihre High-Flying und High-Risk Matches. Die meisten Wrestler, die dort auftreten, wiegen weniger als 100 kg (220 lb), sind also Cruiserweights. Im Gegensatz zur Cruiserweights-Division stellt TNA jedoch das Performen von High-Risk-Moves in den vordergrund und deshalb gibt es keine Gewichtsbeschränkung für die Teilnahme an der X Division und den TNA X Division Champion. Aus diesem Grund traten auch Wrestler wie Samoa Joe (130 kg), Kurt Angle (100 kg) und Abyss (160 kg) in der X-Division auf. Der Slogan „It's not about weight limits, it's about no limits“ wurde im Laufe der Jahre verwendet, um die Division zu beschreiben.
Im August 2011 wurde jedoch ein Gewichtslimit von 102 kg (225 lb) eingeführt, das im März 2012 stillschweigend wieder aufgehoben wurde. Weitere Änderungen, die im März 2013 eingeführt wurden, darunter ein Gewichtslimit von 230 lbs und die Triple-Threat-Match-Regel, wurden ebenfalls im August 2013 wieder aufgehoben.

### Knockouts Division
Knockout ist ein Begriff, den die Promotion für seine weiblichen Wrestler verwendet. Der Begriff wird allgemein für Wrestlerinnen, Backstage-Interviewerinnen und Managerinnen/Valets verwendet. Die Division wurde 2002 gegründet und bestand hauptsächlich aus weiblichen Valets und Managern, die während der Gründung des Unternehmens im Jahr 2002 bis 2006 nicht oft in Matches antraten. Sie wurde im Jahr 2007 zu einer permanenten Frauendivision, unter den Namen TNA-Knockouts-Division. Sie bestand aus Wrestlerinnen wie Gail Kim, Angelina Love, Velvet Sky und Awesome Kong die um Titel wie die TNA Knockouts World Championship und die TNA Knockouts World Tag Team Championship antraten. Die Knockouts Division wird von vielen als das Herzstück von TNA angesehen.

### Hall of Fame

Hall of Fame Logo

Die Hall of Fame wurde am 31. Mai 2012 eingeführt. Im Rahmen eines jährlichen Prozesses werden die Mitglieder auf der Grundlage ihres Gesamtbeitrags zur Geschichte von TNA ausgewählt. Am 10. Juni wurde Sting bei Slammiversary 10 als erstes Mitglied der Hall of Fame bestätigt und seine offizielle Aufnahme fand bei Bound for Glory im Oktober 2012 statt.

#### Mitglieder
- Sting[12] (2012)
- Kurt Angle[13] (2013)
- Team 3D[14] (2014)
- Jeff Jarrett[15] (2015)
- Earl Hebner[16] (2015)
- Gail Kim (2016)
- Abyss[17] (2018)
- Ken Shamrock[18] (2020)
- Awesome Kong (2021)
- Raven (2022)
- Traci Brooks (2023)
- Don West und Mike Tenay (2023)
- Rhino (2024)
- Bob Ryder (2024)

### Verträge
TNA-Wrestler sind vertraglich daran gehindert, für andere Promotionen mit im Fernsehen übertragenen Wrestling-Shows zu arbeiten, aber es steht ihnen frei, für andere unabhängige Promotionen im In- und Ausland sowie für im Fernsehen übertragene Veranstaltungen ausländischer Promotionen, mit denen TNA zusammenarbeitet (wie AAA und NOAH), aufzutreten. Viele TNA-Wrestler treten zusätzlich zu den wöchentlichen Shows von TNA regelmäßig für verschiedene unabhängige Promotionen auf. Im Jahr 2012 änderte das Unternehmen seine Politik und verhinderte, dass seine Wrestler bei Independent-Circuit-Events auftraten, die später auf DVD veröffentlicht wurden. Top-Wrestler haben garantierte Verträge, aber die Mehrheit des Roster wird pro Auftritt bezahlt. TNA-Wrestler werden als Independent-Contractors klassifiziert und erhalten keine Krankenversicherung durch die Promotion. Seit November 2017 geben TNA-Verträge den Darstellern das vollständige Eigentum an allen geistigen Eigentumsrechten, die mit ihren Charakteren verbunden sind.

## Personal

### Aktuelle Titelträger
| Titel                                     | Titelträger | Titelträger               | Nr. | Tage | Datum              | Ort                | Anmerkung |
| ----------------------------------------- | ----------- | ------------------------- | --- | ---- | ------------------ | ------------------ | --- |
| TNA World Championship                    |             | Trick Williams            | 1   | 86+  | 25. Mai 2025       | Tampa, Florida     | Besiegte Joe Hendry bei WWE Battleground 2025- |
| TNA Knockouts World Championship          |             | Masha Slamovich           | 1   | 297+ | 26. Oktober 2024   | Detroit, Michigan  | Besiegte Jordynne Grace bei Bound for Glory |
| TNA X Division Championship               |             | Moose                     | 1   | 296+ | 27. Oktober 2024   | Detroit, Michigan  | Besiegte Mike Bailey bei Impact!. |
| TNA World Tag Team Championship           |             | Jeff Hardy und Matt Hardy | 3   | 297+ | 26. Oktober 2024   | Detroit, Michigan  | Besiegten Brian Myers and Eddie Edwards (The System) bei Bound for Glory. Halten den Tag-Team-Titel als The Hardys. |
| TNA Knockouts World Tag Team Championship |             | Jody Threat und Dani Luna | 2   | 340+ | 13. September 2024 | San Antonio, Texas | Besiegten Masha Slamovich und Tasha Steelz (The Malisha) bei Victory Road. Halten den Tag-Team-Titel als Spitfire. |
| TNA Digital Media Championship            |             | Steph De Lander           | 1   | 208+ | 23. Januar 2025    | San Anonio, Texas  | In einer Storyline wurde ihr der Titel von ihrem „Mann“ PCO im Rahmen eines Scheidungsverfahrens anerkannt. Tatsächlich wechselte PCO zu Game Changer Wrestling (GCW), wo er seinen tatsächlichen Ärger über TNA Luft machjte und den Championgürtel mit einem Vorschlaghammer bearbeitete. |

 Eingestellte Titel
- TNA King of the Mountain Championship (2008–2016)
- Impact Grand Championship (2016–2018)

### Wrestler
| Ringname         | Name                | Anmerkung                        |
| ---------------- | ------------------- | -------------------------------- |
| Ace Austin       | Austin Highley      | Produzent                        |
| Ace Steel        | Christopher Guy     |                                  |
| A.J. Francis     | A.J. Francis        |                                  |
| Alan Angels      | Trey Tucker         |                                  |
| Brian Myers      | Brian Myers         | Digital Media Champion           |
| Champain Singh   | Munraj Sahota       |                                  |
| Chris Bey        | Chris Bey           | verletzt                         |
| Cody Deaner      | Christpher Gray     | Produzent                        |
| Crazzy Steve     | Steven Scott        |                                  |
| Eddie Edwards    | Eric Maher          |                                  |
| Frankie Kazarian | Frank Gerdelman     | Call Your Shot Trophy-Sieger     |
| Hammerstone      | Alex Rohde          | verletzt                         |
| Jack Price       | Jack Price          |                                  |
| Jake Something   | Jacob Doyle         |                                  |
| Jason Hotch      | Jason Hotch         |                                  |
| JDC              | Jacob Doyle         |                                  |
| Jeff Hardy       | Jeffrey Hardy       | World Tag Team Champion          |
| Joe Hendry       | Joe Hendry          | World Champion                   |
| John Skyler      | Johnathan Brumbaugh |                                  |
| Judas Icarus     | Christian Kingdon   |                                  |
| KC Navarro       | Christian Navarro   |                                  |
| Laredo Kid       | Unbekannt           | AAA World Cruiserweight Champion |
| Leon Slater      | Leon Slater         |                                  |
| Mance Warner     | Quirt Miller        |                                  |
| Matt Cardona     | Matthew Cardona     |                                  |
| Matt Hardy       | Matthew Hardy       | World Tag Team Champion          |
| Mike Santana     | Mark Sanchez        |                                  |
| Moose            | Quinn Ojinnaka      | X Division Champion              |
| Mustafa Ali      | Adeel Alam          |                                  |
| Nic Nemeth       | Nicholas Nemeth     |                                  |
| Ryan Nemeth      | Ryan Nemeth         |                                  |
| Sami Callihan    | Samuel Johnston     | Director of Live Events          |
| Shera            | Amanpreet Randhawa  |                                  |
| Shogun           | Jackson Stone       |                                  |
| Steve Maclin     | Stephen Kupryk      |                                  |
| Travis Williams  | Unbekannt           |                                  |
| Trey Miguel      | Trey McBrayer       |                                  |
| Zachary Wentz    | Zachary Green       |                                  |

### Knockouts
| Ringname            | Name                | Anmerkung                         |
| ------------------- | ------------------- | --------------------------------- |
| Alisha Edwards      | Alisha Maher        | Marketing-Koordinatorin           |
| Ash by Elegance     | Ashley Sebera       |                                   |
| Dani Luna           | Chloe Smith         | Knockouts World Tag Team Champion |
| Harley Hudson       | Lilli Pruden        | Gut Check-Sieger                  |
| Havok               | Jessica Cricks      |                                   |
| Heather by Elegance | Jamie Chambers      |                                   |
| Jody Threat         | Jody Giyvicsan      | Knockouts World Tag Team Champion |
| Killer Kelly        | Raquel Lourenço     | Inaktiv: Mutterschutz             |
| KiLynn King         | Unknown             | verletzungsbedingt inaktiv        |
| Lei Ying Lee        | Xia Zhao            |                                   |
| Masha Slamovich     | Ann Khozine         | Knockouts World Champion          |
| Rosemary            | Holly Letkeman      |                                   |
| Savannah Evans      | Rachel Freeman      |                                   |
| Steph De Lander     | Stephanie De Landre | Digital Media Champion            |
| Tasha Steelz        | Latasha Harris      |                                   |
| Tessa Blanchard     | Tessa Blanchard     |                                   |
| Xia Brookside       | Xia-Louise Brooks   |                                   |

### Weiteres Personal
| Ringname               | Name            | Anmerkung                                    |
| ---------------------- | --------------- | -------------------------------------------- |
| The Personal Concierge | George Menenzes | Manager von Ash by Elegance                  |
| Santino Marella        | Anthony Carelli | Director of Authority, gelegentlich Wrestler |

### Schiedsrichter
| Ringname          | Name              | Anmerkung |
| ----------------- | ----------------- | --------- |
| Daniel Spencer    | Daniel Spencer    |           |
| Frank Gastineau   | Frank Gastineau   |           |
| Paige Prinzivalli | Paige Prinzivalli |           |

### Moderatoren
| Ringname          | Name               | Anmerkung             |
| ----------------- | ------------------ | --------------------- |
| Gia Miller        | Georgia Lee Milton | Backstage-Interviewer |
| Matthew Rehwoldt  | Matthew Rehwoldt   | Kommentator           |
| McKenzie Mitchell | McKenzie Mitchell  | Ringsprecher          |
| Tom Hannifan      | Thomas Hannifan    | Kommentator           |

### Produzenten
| Ringname      | Name             | Anmerkung                                       |
| ------------- | ---------------- | ----------------------------------------------- |
| Ace Steel     | Christopher Guy  |                                                 |
| Alpha Bravo   | John Mellnick    | Production Supervisor                           |
| Delirious     | Hunter Johnston  | Senior Producer                                 |
| D'Lo Brown    | Accie Connor     | Producer                                        |
| Gail Kim      | Gail Kim         | Talent Relations Hall of Famer                  |
| Jorge Barbosa | Jorge Barbosa    | Senior Producer                                 |
| Josh Mathews  | Joshua Lomberger | Senior Producer Senior Director – Digital Media |
| Lance Storm   | Lance Evers      |                                                 |
| Tommy Dreamer | Thomas Laughlin  | Senior Producer gelegentlich Wrestler           |

### Exektivproduzenten
| Ringname        | Name            | Anmerkung |
| --------------- | --------------- | --- |
| Anthony Ciccone | Anthony Ciccone | Präsident – TNA Wrestling                                                                                        |
| Ariel Shnerer   | Ariel Shnerer   | Vice President of Business Development – Anthem Sports & Entertainment Executive Producer/Head of Creative – TNA |
| Carlos Silva    | Carlos Silva    | Präsident der Anthem Sports Group                                                                                |
| Christy Hemme   | Christina Hemme | Head of Marketing                                                                                                |
| Leonard Asper   | Leonard Asper   | Gründer/Präsident/CEO – Anthem Sports & Entertainment                                                            |